# Euphorbia heterospina
Euphorbia heterospina es una especie fanerógama perteneciente a la familia de las euforbiáceas. Es endémica de Kenia y Uganda.

## Descripción
Es un arbusto erecto o planta suculenta trepadora que alcanza un tamaño de 3,5 m de altura, las ramas 4-5-anguladas, con 1-2 cm de espesor, ligeramente constreñidas a intervalos irregulares de 20-60 cm; ángulos rectos a superficialmente dentados, con dientes de 0,5-3 cm además, espinosa.

## Ecología
Se encuentra en playas de piedras del suelo en el bosque de hoja caduca, laderas rocosas con hierbas bajas y escasos bosques caducifolios; a una altitud de 550-1600 metros.

## Variedades
- Euphorbia heterospina ssp. baringoensis S.Carter 1987
- Euphorbia heterospina ssp. heterospina

## Taxonomía
Euphorbia heterospina fue descrita por Susan Carter Holmes y publicado en Kew Bulletin 42: 389. 1987.